# Osiedle Antonówka
Antonówka – osiedle w Kamiennej Górze na Dolnym Śląsku, oddalone od centrum miasta ok. 4 km.

## Położenie
Osiedle leży na wysokości 470–530 m n.p.m. na południowych stokach Gór Lisich w Rudawach Janowickich.

## Historia
Podczas II wojny światowej mieściła się tam niemiecka fabryka amunicji. Następnie był to teren pod nadzorem wojsk radzieckich. Dopiero w latach 50. XX w. wprowadziła się tam ludność cywilna. Początkowo było to typowe osiedle robotnicze. Większość mieszkańców była zatrudniona w Zakładach Przemysłu Lniarskiego "Len". Dodatkowo na terenie osiedla były magazyny użytkowane przez ten, największy wówczas w Kamiennej Górze, zakład produkujący tkaniny lniane.

## linki zewnętrzne
- ANTONÓWKA - miasto pod Kamienną Górą. kamiennagora.tvkg.net. [zarchiwizowane z tego adresu (2010-04-09)].
- Fabryka i magazyny amunicji (ruiny); HEMALAT – Heeresmunitionsanstalt Landeshut na str. polska-org.pl